# J. Michael Hagopian
Jakob Michael Hagopian (20 de outubro de 1913 - 10 de dezembro de 2010) foi um cineasta armênio radicado nos Estados Unidos, sobrevivente do genocídio armênio.